# Ulomyia incerta
Ulomyia incerta és una espècie d'insecte dípter pertanyent a la família dels psicòdids que es troba a Àsia: la península de Corea.